# Панфилово (станция)
Панфилово — железнодорожная станция Приволжской железной дороги в посёлке Панфилово в Новоаннинском районе Волгоградской области.
В зоне тяготения железнодорожной станции находятся населённые пункты: Новосельский, Красногороский, Дробязкин, Гуляевский, Ивановский.

## Движение по станции
По графику 2021 года через станцию курсируют следующие поезда:
| Обращение пригородных поездов | Обращение пригородных поездов | Обращение пригородных поездов | Обращение пригородных поездов |
| № поезда                      | Маршрут движения              | № поезда                      | Маршрут движения              |
| ----------------------------- | ----------------------------- | ----------------------------- | ----------------------------- |
| 6517                          | Арчеда — Урюпино              | 6518                          | Урюпино — Арчеда              |
| 6817                          | Волгоград — Урюпино           | 6818                          | Урюпино — Волгоград           |